# III (album)
III – czwarty album studyjny polskiej grupy muzycznej Yattering. Wydawnictwo ukazało się 20 stycznia 2005 roku nakładem wytwórni muzycznej Chaos III Production. Nagrania zostały zarejestrowane pomiędzy lipcem 2001 a styczniem 2002 roku w Red Studio w Gdańsku. 
Stylistycznie płyta znacznie odbiegała od poprzednich dokonań formacji, zawiera m.in. wpływy muzyki elektronicznej oraz melorecytacje. Było to przyczyną odrzucenia materiału przez wytwórnię muzyczną Season of Mist. W konsekwencji firma rozwiązała z grupa również kontrakt wydawniczy. Kompozycje spotkały się ze skrajnym przyjęciem krytyków muzycznych, którzy wyrazili niezrozumienie co do kierunku, jaki obrał zespół.

## Lista utworów
Opracowano na podstawie materiału źródłowego.
1. „Human’s Clones Store” (Świerczyński, Chudzikiewicz, Domaradzki, Gołębiewski) – 3:12
2. „Progress” (Świerczyński, Chudzikiewicz, Domaradzki, Gołębiewski) – 3:22
3. „Trip” (Świerczyński, Chudzikiewicz, Domaradzki, Gołębiewski) – 2:49
4. „I See the Circle” (Świerczyński, Chudzikiewicz, Domaradzki, Gołębiewski) – 5:35
5. „Stinking Story” (Świerczyński, Chudzikiewicz, Domaradzki, Gołębiewski) – 4:20
6. „Old Man” (Świerczyński, Chudzikiewicz, Domaradzki, Gołębiewski) – 4:37
7. „Pleasure of a Dead Body” (Świerczyński, Chudzikiewicz, Domaradzki, Gołębiewski) – 3:37
8. „Ghastly” (Świerczyński, Chudzikiewicz, Domaradzki, Gołębiewski) – 3:06
9. „Kill Me” (Świerczyński, Chudzikiewicz, Domaradzki, Gołębiewski) – 1:36
10. „Mushroom’s Journey” (Świerczyński, Chudzikiewicz, Domaradzki, Gołębiewski) – 17:12

## Twórcy
Opracowano na podstawie materiału źródłowego.
| - Marcin „Svierszcz” Świerczyński – gitara basowa, wokal prowadzący - Marek „Hudy” Chudzikiewicz – gitara, wokal wspierający - Mariusz „Trufel” Domaradzki – gitara - Marcin „Ząbek” Gołębiewski – perkusja, programowanie, wokal wspierający | - Piotr Łukaszewski – produkcja, inżynieria, miksowanie, mastering - Bartek Jasnoch – inżynieria dźwięku - Krzysztof Iwin – okładka, oprawa graficzna - Miva – zdjęcia |